# Magagula (Songea)
Magagula (auch Magagura) ist ein Verwaltungsbezirk (Ward) des Distrikts Songea in der tansanischen Region Ruvuma.

## Geografie
Magagula liegt im Südwesten von Tansania etwa 40 Kilometer Luftlinie südwestlich der Regionshauptstadt Songea. Der Bezirk grenzt im Norden an Liganga, im Osten an Mbinga Mhalule, im Süden an Kizuka und im Westen an Kitanda, Kigonsera, Mkako und Amani Makoro. Bei der Volkszählung 2022 lebten 9081 Menschen in 2477 Haushalten auf einer Fläche von 184 Quadratkilometern.

## Gliederung
Der Bezirk besteht aus drei Gemeinden (Mtaa) mit 23 Orten (Kitongoji):
| Magagula - Magagula A - Magagula B - Msasani - Muhimbili - Mgugusi - Amani - Mara Road - Mpera | Masangu - Jagwani - Mlale - Mlandizi A - Mlandizi B - Masangu Kati | Lusonga - Lusonga Kati - Vijana - Matalawe - Kinengu - Muungano - Toronto - Mambosasa - Mahumbika - Kibaranga - Mapinduzi |

## Infrastruktur
- Bildung: Im Bezirk liegen zwei weiterführende Schulen.[8] Die Magagula Secondary School ist eine staatliche koedukative Schule,[9] die St. Agnes Secondary School ist eine kirchliche Mädchenschule, die 1990 gegründet wurde.[10] Beide bieten eine Ausbildung bis zur 4. Stufe an.
- Gesundheit: Das staatliche Magagula Gesundheitszentrum versorgt Patienten ambulant.[11] Außerdem befindet sich eine staatliche Apotheke in der Gemeinde Lusonga.[12]
- Energie: Im Jahr 2014 wurden zur Versorgung des Bezirks mit elektrischer Energie 1500 Masten in Magagula aufgestellt.[13]